# Чемпионат мира по шоссейным велогонкам 1949
22-й чемпионат мира по шоссейному велоспорту проходил в датском городе Копенгаген с 20 по 21 августа 1949 года. Он стал четвёртым на территории Дании и в Копенгагене.
В рамках чемпионата были проведены шоссейные групповые гонки среди мужчин у любителей и профессионалов.

## Призёры
| Велогонка                      | Золото                       | Серебро                      | Бронза                  |
| ------------------------------ | ---------------------------- | ---------------------------- | ----------------------- |
| Мужчины                        |                              |                              |                         |
| Групповая гонка. Профессионалы | Рик Ван Стенберген · Бельгия | Фердинанд Кюблер · Швейцария | Фаусто Коппи · Италия   |
| Групповая гонка. Любители      | Хенк Фанхоф · Нидерланды     | Анри Касс · Люксембург       | Хуб Винкен · Нидерланды |

## Медальный зачёт
*   Принимающая страна (Дания)
| Место          | Страна         | Золото | Серебро | Бронза | Всего |
| -------------- | -------------- | ------ | ------- | ------ | ----- |
| 1              | Нидерланды     | 1      | 0       | 1      | 2     |
| 2              | Бельгия        | 1      | 0       | 0      | 1     |
| 3              | Люксембург     | 0      | 1       | 0      | 1     |
| 3              | Швейцария      | 0      | 1       | 0      | 1     |
| 5              | Италия         | 0      | 0       | 1      | 1     |
| Всего стран: 5 | Всего стран: 5 | 2      | 2       | 2      | 6     |